# Даян, Моше
Моше́ Дая́н (ивр. משה דייןо файле‎; 20 мая 1915, Дгания, вилайет Бейрут, Османская империя — 16 октября 1981, Тель-Авив, Израиль) — израильский военный и государственный деятель. Генерал-лейтенант (рав-алуф, 1967). Министр обороны Израиля (1967—1974) во время Шестидневной войны, Войны на истощение и Войны Судного дня. Во время Шестидневной войны как военачальник приобрел всемирную известность.
Начальник генерального штаба ЦАХАЛ (1953—1958), министр сельского хозяйства (1959—1964), министр иностранных дел (1977—1979). Депутат кнессета (1959—1981).

## Биография

### Ранняя жизнь
Родился 20 мая 1915 года в кибуце Дгания в Палестине в семье Дворы Затуловской и Шмуэля Китайгородского, выходцев из Российской империи.
Даян был вторым ребёнком в семье. Его назвали Моше в честь Моше Барского, первого члена Дгании, погибшего в результате нападения арабов, который умер, получая лекарства для отца Даяна.
С 1921 года жил в мошаве Нахалал, после окончания начальной школы поступил в сельскохозяйственную школу.

### Начало карьеры
С 1929 года, в 14 лет, стал членом «Хаганы».
В 1936—1939 годах  служил в еврейских отрядах палестинской полиции под руководством Ицхака Саде. В 1938 году он присоединился к организованной британцами нерегулярной сверхштатной полиции и возглавил небольшой моторизованный патруль («MAN»)
В 1939 году был арестован британскими властями за незаконное владение оружием и до февраля 1941 году содержался в тюрьме города Акко.
По выходе из заключения был назначен командиром роты (одной из двух сформированных рот) в только что организованной вооружённой группировке «Пальмах» (ударные отряды «Хаганы») под командованием британских офицеров. В составе Пальмаха принимал участие в боевых действиях в Сирии и Ливане против французских вишистов (союзников Германии).
В 1946 году был делегатом сионистского конгресса в Базеле.

#### Потеря глаза
7 июня 1941 года, в ночь перед вторжением в сирийско-ливанскую кампанию, отряд Даяна пересек границу и захватил два моста через реку Эль-Литани. Несколько часов спустя, когда Даян находился на крыше здания и использовал бинокль для сканирования позиций французов Виши на другом берегу реки, в бинокль попала пуля из французской винтовки, выпущенная снайпером с расстояния в несколько сотен метров, отбросив металл, и осколки стекла попали ему в левый глаз, причинив серьёзный ущерб. Прошло шесть часов, прежде чем его удалось эвакуировать. Даян потерял глаз. Кроме того, повреждение экстраокулярных мышц было таким, что Даяну не удалось носить стеклянный глаз, и он был вынужден носить чёрную повязку на глазу, которая стала его имиджевой маркой.
Письма того времени показали, что, несмотря на потерю левого глаза и серьёзные травмы в области, где располагался глаз, Даян все же умолял своего командира Уилсона вновь принять участие в боевых действиях. Он также перенес операцию на глазу в 1947 году в больнице Парижа, которая оказалась безуспешной.
В последующие годы инвалидность причиняла ему некоторую психологическую боль. Даян написал в своей автобиографии: «Я со значительными опасениями размышлял о своем будущем как калека, не имеющий навыков, профессии или профессии, которые могли бы обеспечить мою семью». Он добавил, что «готов приложить любые усилия и вынести любые страдания, лишь бы я мог избавиться от своей черной повязки на глазу. Внимание, которое она привлекала, было для меня невыносимо. Я предпочитал запираться дома и заниматься чем угодно, чем где бы я ни был, сталкиваюсь с реакцией людей».

### После провозглашения независимости Израиля
В 1947 году Даян был назначен в генеральный штаб Хаганы, занимавшийся арабскими делами, в частности вербовкой агентов для сбора информации о нерегулярных арабских силах в Палестине.
В апреле 1948 года заключил соглашение с друзами о сотрудничестве.
Во время Войны за независимость Израиля (14 мая 1948 — 7 января 1949) майор Даян отличился 14—19 мая при обороне Дгании, где удалось остановить продвижение сирийцев.
23 июля 1948 года, по настоянию премьер-министра Давида Бен-Гуриона вопреки оппозиции Генерального штаба, Даян был назначен военным командующим контролируемых евреями районов Иерусалима. В августе он был назначен командующим Иерусалимским фронтом. На этом посту он предпринял два военных наступления. Обе операции проводились в ночное время и обе провалились. 17 августа он послал две роты попытаться занять склоны холмов вокруг Дома правительства, но они отступили, понеся потери. В ночь на 20 октября 1948 года, что совпало с окончанием операции «Йоав» южнее, была начата операция «Винный пресс». Его целью было захватить Вифлеем через Бейт-Джалу. Шесть рот выступили, но были скованы пулемётным огнем в вади ниже Бейт-Джалы и были вынуждены отступить.
В январе 1949 года Даян участвовал в переговорах с королём Иордании Абдаллой, принимал участие в переговорах на острове Родос о мире с Египтом, Ливаном, Иорданией и Сирией.
В 1950—1953 годах Моше Даян командовал Южным, затем Северным военным округом Израиля, 25 октября 1949 года ему было присвоено звание генерал-майора и назначен командующим Южным командованием. Даян был сторонником «жесткой» политики на границе. В Иерусалиме он дал указание, что лазутчики, убитые на нейтральной полосе или на арабской стороне границы, должны быть переведены на израильскую сторону до проведения инспекций ООН.

В 1950 году Даян также разработал политику карательных трансграничных репрессивных рейдов в ответ на нападения федаинов на израильтян. Отряды ЦАХАЛа были отправлены в сектор Газа для установки мин. Первый налет возмездия на деревню произошёл 20 марта 1950 года, когда шесть арабов были убиты в Хирбет-Джамруре.18 июня 1950 года Даян объяснил свои мысли фракции МАПАЙ в Кнессете:
[Возмездие является] единственным методом, который [доказал] свою эффективность, не оправданную и не моральную, но действенную, когда арабы устанавливают мины на нашей стороне. Если мы попытаемся найти этого араба, он не будет иметь никакой ценности. Но если мы будем беспокоить близлежащую деревню... тогда население там восстанет против [проникших]... и правительство Египта и правительство Трансиордании [будут] предотвращать такие инциденты, потому что их престиж [на карту] поскольку евреи открыли огонь, а начинать войну они не готовы... Метод коллективного наказания пока доказал свою эффективность... Других эффективных методов нет.
В 1951—1952 годах учился в высшей офицерской школе в Великобритании.

### Военная и политическая карьера

#### Начальник оперативного отдела ЦАХАЛ
С 1952 года возглавлял оперативный отдел Генштаба Армии обороны Израиля.
Приняв командование, на основе трехлетней программы обороны Бен-Гуриона, Даян провел крупную реорганизацию израильской армии, которая, среди прочего, включала.
- Усиление боевых частей за счет административного «хвоста».
- Создание подразделений разведки и обучения израильской армии.
- Передача деятельности магазинов и закупок гражданскому Минобороны.
- Обновление схемы мобилизации и обеспечение выделения необходимого оборудования.
- Открытие военной академии для офицеров в звании майора и выше.
- Особое внимание уделялось ударным силам (ВВС, бронетехника) и подготовке диверсионных батальонов.
- Создал GADNA, молодёжное крыло военной подготовки.

#### Начальник Генштаба ЦАХАЛ
С 1953 по 1958 год — начальник Генштаба Армии обороны Израиля. На этом посту сыграл ключевую роль в планировании операции «Кадеш» (Суэцкий кризис), завершившейся блестящим успехом.
В период с 1955 по 1956 год Даян и Шимон Перес заключили с Францией ряд крупных контрактов на поставку оружия. 10 ноября 1955 года был подписан договор на поставку 100 танков AMX-13 и различных противотанковых средств. 24 июня 1956 года была заключена сделка на сумму 80 миллионов долларов, включающая 72 самолёта Dassault Mystère IV, 120 танков AMX-13, 40 танков Sherman и 18 105-мм артиллерийских установок. Самолёты Mystere были в дополнение к 53 уже заказанным. В конце сентября 1956 г. были добавлены ещё 100 танков «Шерман», 300 полугусеничных грузовиков и 300 грузовиков с колесной формулой 6х6. К началу ноября 1956 г. в израильской армии было 380 танков.

##### Суэцкий кризис
После выборов 1955 года Бен-Гурион возобновил свою двойную роль премьер-министра и министра обороны. Даян, веривший в неизбежность «второго раунда» войны с арабами, выступал за упреждающее нападение на соседей Израиля, особенно на Египет. Оба считали, что войны с Египтом можно добиться, спровоцировав ответ Египта на ответные рейды, которые затем можно было бы использовать для оправдания полномасштабного нападения. 23 октября 1955 года Бен-Гурион поручил Даяну подготовить план захвата Шарм-эш-Шейха.
В ночь на 27 октября 1955 года батальон ЦАХАЛа атаковал пост египетской армии в Кунтилле (операция «Эгед»), убив 12 египетских солдат. 2 ноября в ходе операции «Вулкан» (Мивца Ха-Гааш) был атакован Аль-Сабха, расположенный недалеко от демилитаризованной зоны, в результате чего погиб 81 египетский солдат. 11 декабря, надеясь, что нападение на Сирию спровоцирует ответ Египта, была начата операция «Оливковые листья/Гиверейское море» (Мивца Алей Заит/Киннерет), в ходе которой был уничтожен ряд сирийских позиций на восточном берегу Галилейского моря.
В сентябре — октябре 1956 года, когда начали созревать планы вторжения на Синайский полуостров, Даян приказал провести серию крупномасштабных трансграничных рейдов. Ночью 25 сентября, после ряда инцидентов, в том числе обстрела большого собрания в Рамат-Рахеле, в результате которого были убиты четыре израильтянина, и убийства девушки к юго-западу от Иерусалима, 890-й батальон атаковал полицейский участок Хусана и близлежащие районы. Позиции Арабского легиона вблизи линий перемирия. Погибли тридцать семь легионеров и национальных гвардейцев, а также двое мирных жителей. Девять или десять десантников погибли, несколько из них — в результате дорожно-транспортного происшествия после нападения.
Будучи начальником штаба Армии обороны Израиля, Моше Даян лично командовал израильскими войсками, сражавшимися на Синае во время Суэцкого кризиса 1956 года. Именно во время своего пребывания на посту начальника штаба Даян произнес свою знаменитую хвалебную речь Рои Рутенбергу, молодому израильскому жителю кибуца Нахаль Оз, убитому египетскими солдатами, устроившими засаду на кибуц, в 1956 году.

#### Министр сельского хозяйства
В 1959 году избран депутатом Кнессета (парламента) 4 созыва от правящей партии МАПАЙ,
был депутатом Кнессета 4—10 созывов, занимал пост министра сельского хозяйства в 1959—1964 годах.
В 1966 году был военным корреспондентом в Южном Вьетнаме во время Вьетнамской войны.

#### Министр обороны
В 1967— 1974 годах — министр обороны Израиля.

##### Шестидневнная война
См. также Шестидневная война
Моше Даян освещал войну во Вьетнаме, чтобы глубже наблюдать за современной войной. Более того, он находился в патрулировании в качестве наблюдателя вместе с членами Корпуса морской пехоты США. Хотя Даян не принимал участия в большей части планирования Шестидневной войны в июне 1967 года, он лично руководил захватом Восточного Иерусалима во время боев 5–7 июня. В то время Даян был против возврата к границам Израиля, существовавшим до 1967 года. Однажды он сказал, что предпочитает Шарм-эш-Шейх (египетский город на южной окраине Синайского полуострова, откуда открывается вид на морской путь Израиля к Красному морю через залив Акаба) включить в состав Израиля военным путём. Позднее в своей карьере он изменил эти взгляды и сыграл важную роль в конечном мирном соглашении между Израилем и Египтом.
Будучи в 1967 году министром обоорны Израиля, в самом начале Шестидневной войны Моше Даян считал излишним захват Голанских высот и противился давлению, которое оказывали на правительство лидеры кибуцев. Но на 4-й день войны, 9 июня 1967 года именно он, через голову премьер-министра Леви Эшколя и начальника генерального штаба Ицхака Рабина, отдал командующему северной армией приказ занять Голанские высоты. Некоторые историки предполагают, что Даян сначала опасался начинать боевые действия против Сирии, поскольку война уже шла на два фронта — с Египтом и Иорданией, и решился открыть третий фронт только увидев разгром нападавших. Позже Даян высказывал сожаление, что отдал такой приказ, и что он сразу понимал, что захваченные территории нужно будет вернуть в целях мирного урегулирования с арабами.

##### Война Судного дня
См. Война Судного дня
После того, как Голда Меир стала премьер-министром в 1969 году после смерти Леви Эшколя, Даян остался министром обороны.
Как министр обороны, он разделяет с главой правительства Голдой Меир ответственность за болезненные потери в первые дни Войны Судного Дня (1973), поскольку отверг предложение генштаба о мобилизации армии и нанесении превентивного удара.
Он находился на этом посту, когда 6 октября 1973 года началась катастрофическая для Израиля война Судного дня. Он предполагал, что Израиль сможет легко победить, даже если арабы нападут, и, что более важно, не хотел, чтобы Израиль выглядел агрессором, поскольку это, несомненно, стоило бы ему неоценимой поддержки Соединённых Штатов (которые позже организовали бы массированные воздушные перевозки для перевооружения Израиля).
После тяжелых поражений первых двух дней взгляды Даяна радикально изменились; он был близок к тому, чтобы объявить о «падении Третьего Храма» на пресс-конференции, но Меир запретила ему говорить. Несмотря на воинственную репутацию, многие действия Даяна в правительстве были направлены на создание договоренностей с соседними арабскими странами: передача Храмовой горы под контроль ВАКФ (де-факто, Иордании), а после Войны Судного дня стал приверженцем возвращения Синая Египту в обмен на мирный договор, но не поддерживал идеи отступления с территорий Самарии, Иудеи и Газы, введя после Шестидневной войны политику «открытых мостов на Иордане» и поддерживая автономию палестинских арабов без предоставления им независимости.

#### Министр иностранных дел
В 1978—1979 годах — министр иностранных дел, участвовал в выработке Кемп-Девидских соглашений.
По словам тех, кто его знал, война глубоко угнетала Даяна. На какое-то время он впал в политическое затмение. В 1977 году, несмотря на то, что он был переизбран в Кнессет от партии «Присоединение», он принял предложение стать министром иностранных дел в новом правительстве «Ликуда» во главе с Менахемом Бегином. Его исключили из фракции политической партии РАФИ, и в результате он стал независимым депутатом Кнессета. Будучи министром иностранных дел в правительстве Бегина, он сыграл важную роль в разработке Кэмп-Дэвидских соглашений — мирного соглашения с Египтом. Даян ушёл со своего поста в октябре 1979 года из-за разногласий с Бегином по поводу того, являются ли палестинские территории внутренним делом Израиля (Кемп-Дэвидский договор включал положения о будущих переговорах с палестинцами; Бегин, которому эта идея не нравилась, не ставил Даяна отвечающим за переговорную группу). В 1981 году он основал новую партию «Телем».

### Смерть
Болел колоректальным раком, прошёл операцию по его удалению, был избран в Кнессет в рамках новой партии. Умер от инфаркта 16 октября 1981 года.

## Семья и личная жизнь
В 1935 году женился на Рут Шварц. В 1971 году она развелась с Моше после 36 лет брака из-за его многочисленных внебрачных связей. В вышедшем после развода израильском бестселлере «Или мне приснился сон?» Рут Даян написала главу о «плохом вкусе Моше к женщинам».
Даян сочетал светскую идентичность и прагматизм кибуцника с глубокой любовью и признательностью к еврейскому народу и земле Израиля, но не с религиозной идентификацией. В одном из воспоминаний, увидев раввинов, собравшихся на Храмовой горе вскоре после захвата Иерусалима в 1967 году, он приказал передать административный контроль над Храмовой горой Вакфу, мусульманскому совету.
Даян большую часть жизни был атеистом.

## Историческая роль
В годы после Шестидневной войны (1967) Даян пользовался огромной популярностью в Израиле и широко рассматривался как потенциальный премьер-министр.
Как высокопоставленный чиновник, ответственный за военное планирование, Даян несёт часть ответственности за то, что израильское руководство пропустило признаки грядущей Войны Судного дня в 1973 году.

## Факты
- Свободно владел ивритом, арабским и английским[38] языками.
- Хобби — археология, коллекционирование древностей. Он называл себя археологом-любителем, но некоторые из его действий в этом отношении вызвали споры и критику, будь то незаконные раскопки, разграбление памятников или торговля древностями[39].
- В 2005 году повязка Даяна на глазу была выставлена на продажу на EBay по стартовой цене 75 000 долларов США[40].

## Сочинения
- [lib.ru/HISTORY/DAYAN/bibliya.txt_with-big-pictures.html Жить с Библией]

## В культуре
Моше Даян является героем «байки» под названием «Легенда о Моше Даяне» из книги «Легенды Невского проспекта» авторства Михаила Веллера. В этом рассказе утверждается, что Даян в составе британской военной миссии якобы был заброшен в СССР, принял участие в освобождении Киева и даже был награждён орденом Красного Знамени. Однако ни одно из утверждений Веллера об участии Даяна во Второй мировой на стороне СССР не подтверждается реальными фактами.
Американский писатель-фантаст Пол Андерсон опубликовал свой роман «Прапорщик Флэндри» в то время, когда международная известность Моше Даяна и восхищение им в Израиле были на пике в 1967 году.
В повести Венедикта Ерофеева «Москва — Петушки» Моше Даян упоминается следующим образом:
Отбросив стыд и дальние заботы, мы жили исключительно духовной жизнью. Я расширял им кругозор по мере сил, и им очень нравилось, когда я им его расширял: особенно во всем, что касается Израиля и арабов. Тут они были в совершенном восторге – в восторге от Израиля, в восторге от арабов, и от Голанских высот в особенности. А Абба Эбан и Моше Даян с языка у них не сходили. Приходят они утром с блядок, например, и один у другого спрашивает: «Ну как? Нинка из 13-й комнаты даян эбан?» А тот отвечает с самодовольной усмешкою: «Куда ж она, падла, денется? Конечно, даян!»В. Ерофеев, «Москва — Петушки», Кусково – Новогиреево